# 이토 리쓰

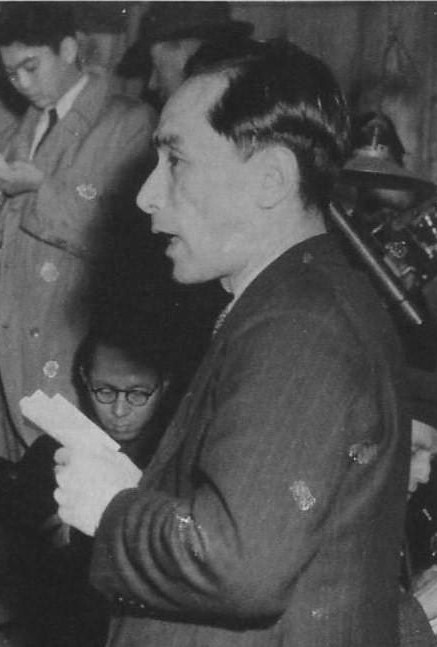
노사카 산조 이론의 결함을 인정하는 소감을 발표하는 이토 리쓰(1950년 1월 12일).

이토 리쓰(일본어: 伊藤 律: 1913년 6월 27일-1989년 8월 7일)는 일본의 공산주의 정치활동가다.
1931년 공산청년동맹에 가입하고 1933년 일본공산당에 입당했다. 1941년 경찰에 체포되었을 때 그로부터 리하르트 조르게와 오자키 호츠미의 이름이 새어나왔다는 주장이 있었다.
종전 이후 일본공산당에 재입당해 서기장 토쿠다 큐이치의 측근이 되었고 정치국원을 역임했다. 당이 소감파와 국제파로 분열되었을 때 토쿠다와 가까웠던 이토는 소감파에 속했다. 그러나 동지를 팔아넘긴 스파이라는 낙인이 찍혀 국제파의 공격을 받았고, 소감파 내부에서도 이토를 스파이로 의심하는 시선이 있었다. 1950년 7월 단규령 사건으로 체포영장이 발부되자 지하로 잠적한 뒤 중화인민공화국으로 밀항해 토쿠다의 북경기관에 합류했다.
1953년 토쿠다가 사망하자 노사카 산조, 니시자와 타카지에 의해 스파이라고 제명을 당했다. 노사카는 이토에게 스파이 사실을 인정하면 귀국시켜 주겠다고 했지만 이토는 거부했고, 1955년 육전협에서 이토의 제명이 확정되었다. 이토는 일본공산당의 요구로 중국 감옥에 투옥되었고, 문화대혁명 때 박해를 받으며 건강을 해쳤다. 1979년 차오스의 결단으로 중국은 이토의 석방을 결정했고 이듬해 29년만에 귀국했다. 1989년 신부전으로 사망했다. 향년 76세.
이토는 자신이 조르게와 오자키를 팔았다는 의혹을 평생 부인했지만, 오자키의 이복동생 오자키 호츠키, 추리소설가 마츠모토 세이초 등이 이토를 스파이로 단정하는 연구들을 발표하면서 이토 스파이설은 오랫동안 일본에서 정설이 되었다. 1990년대부터 재평가 시도가 있었다. 1992년에는 와타베 토미야가 이토의 수기를 연구하여 이토 스파이설 자체가 특별고등경찰이 날조한 것이라고 주장했다. 2007년에는 GHQ G2가 조르게 사건을 반공선전의 소재로 사용하고자 공산당 간부인 이토에게 뒤집어씌웠다는 미육군 첩보부 문서가 공개되었다.